# Dimitar Ganew
Dimitar Warbanow Ganew (auch Dimitur Ganew, bulgarisch Димитър Върбанов Ганев; * 28. Oktober 1898 in Gradez, Oblast Sliwen; † 20. April 1964 in Sofia) war ein bulgarischer kommunistischer Politiker. Er war von 1958 bis 1964 bulgarisches Staatsoberhaupt.

## Leben
Ganew, von Beruf Lehrer, entstammte einer Bauernfamilie. 1921 wurde er Mitglied der Bulgarischen Kommunistischen Partei (Engsozialisten) (Българска комунистическа партия (тесни социалисти), БКП (т.с.) / BKP (ES)). 1923 nahm er am antifaschistischen Septemberaufstand teil. Von Ende 1924 bis April 1925 war Ganew Mitglied des Regionalkomitees der BKP (ES) in Sofia und Herausgeber des Organs des ZK der BKP (ES), der Zeitung „Новини“ (Nowini; Nachrichten).
Von 1925 bis 1929 war er Mitglied des ZK der Unabhängigen Arbeitergewerkschaft und koordinierte zur gleichen Zeit auf Weisung der Partei die revolutionäre Tätigkeit in der Dobrudscha. 1929 wurde er in das ZK der BKP (ES) gewählt. Von 1929 bis 1935 war er Sekretär des ZK der Dobrudschaner Revolutionären Organisation (Добруджанска революционна организация). 1934/35 war Ganew auch Mitglied des ZK und des Sekretariats des ZK der Kommunistischen Partei Rumäniens (Partidul Comunist din România). Zwischen 1935 und 1940 war er in Jilava, Craiova und im Gefängnis Doftana inhaftiert.
Von 1940 bis 1942 war er Sekretär des Bezirkskomitees der kommunistischen Bulgarischen Arbeiterpartei (Българска работническа партия, БРП / BRP) in Dobritsch. 1942 bis 1948 war Ganew Mitglied des Politbüros des ZK der BRP (Kommunisten) (БРП (комунисти)). Im Februar 1944 wurde er Leiter der Militärischen Operationszone Warna.
Nach dem Sieg des bewaffneten Volksaufstandes vom 9. September 1944 wurde Ganew Chefredakteur der Zeitung „Работническо дело“ (Rabotnitschesko delo; Arbeitersache), Sekretär des Bezirkes Sofia und des Stadtkomitees der Partei, sowie Vizepräsident der Großen Nationalversammlung.
1947/48 war Ganew Botschafter der Volksrepublik Bulgarien in Rumänien. Von 1948 bis 1952 war er Kandidat des Politbüros des ZK der BKP und Minister für Außenhandel, von 1952 bis 1954 schließlich bulgarischer Botschafter in der Tschechoslowakei.
Von 1954 bis 1959 war er Sekretär des ZK der BKP, ab 1957 erneut Mitglied des Politbüros des ZK. Im November 1958 wurde Ganew Vorsitzender des Präsidiums der Nationalversammlung der VR Bulgarien und somit bulgarisches Staatsoberhaupt.

## Ehrungen
Ganew wurde mit dem Titel „Held der Sozialistischen Arbeit der VR Bulgarien“ (1958) und mit drei Georgi-Dimitrow-Orden ausgezeichnet.